# 比利亚穆列尔德塞拉托
比利亚穆列尔德塞拉托，是西班牙卡斯蒂利亚-莱昂帕伦西亚省的一个市镇。 总面积40平方公里，总人口4978人（2001年），人口密度124人/平方公里。